# Заек (съзвездие)
Заек (на латински: Lepus) е съзвездие в северното небесно полукълбо, едно от 48-те съзвездия, описани в древността от Птолемей, и сред 88-те съвременни съзвездия, използвани от Международния астрономически съюз.